# Seznam bývalých hraničních přechodů na česko-německé státní hranici
Seznam bývalých hraničních přechodů na česko-německé státní hranici obsahuje hraniční přechody silniční, železniční, říční, turistické pro pěší a cyklisty a další bývalé přechody mimo místních cest; doplňují jej přeshraniční propojení otevřené po vstupu České republiky do Schengenského prostoru v roce 2007. Je řazen ve směru ze severu na jih od hranice s Polskem k hranici s Rakouskem a nemusí být úplný.
Ke dni 21. prosince 2007 Česká republika plně přistoupila k Schengenské dohodě. Podle ustanovení může být státní hranice mezi signatáři této smlouvy překročena po celé délce; výjimku mají národní parky, kde je mimo značené cesty zakázán pohyb osob. Protože země, které hraničí s Českou republikou, jsou signatáři dohody, všechny hraniční přechody byly zrušeny. V případě dočasného znovuzavedení ochrany vnitřních hranic je provoz na hraničním přechodu upraven Sdělením Ministerstva vnitra č. 395/2021 Sb.

## Seznam
| Hraniční přechod                                               | Typ                            | Komunikace                       | Okres          |
| -------------------------------------------------------------- | ------------------------------ | -------------------------------- | -------------- |
| Hrádek nad Nisou – Žitava                                      | železniční                     | Trať 089                         | Liberec        |
| Hrádek nad Nisou – Hartau                                      | turistický                     |                                  | Liberec        |
| Hrádek nad Nisou – Neu Hartau                                  | turistický                     |                                  | Liberec        |
| Česká brána – Neu Hartau                                       | turistický                     |                                  | Liberec        |
| Petrovice (Lví buk) – Lückendorf (Forsthaus)                   | turistický                     |                                  | Liberec        |
| Petrovice – Lückendorf                                         | silniční                       | Silnice II/270                   | Liberec        |
| Krompach – Oybin-Hain                                          | turistický                     |                                  | Česká Lípa     |
| Krompach – Jonsdorf                                            | silniční                       | Silnice III/27017                | Česká Lípa     |
| Dolní Světlá – Jonsdorf                                        | turistický                     |                                  | Česká Lípa     |
| Dolní Světlá – Waltersdorf                                     | turistický                     |                                  | Česká Lípa     |
| Dolní Podluží – Waltersdorf (Herrenwalde)                      | turistický                     |                                  | Děčín          |
| Varnsdorf – Großschönau                                        | železniční                     | Trať 089                         | Děčín          |
| Varnsdorf – Großschönau                                        | silniční                       | Silnice II/264                   | Děčín          |
| Varnsdorf – Seifhennersdorf                                    | silniční                       | Silnice II/265                   | Děčín          |
| Varnsdorf – Seifhennersdorf (Warnsdorfer Straße)               | železniční                     | Trať 089                         | Děčín          |
| Rumburk – Seifhennersdorf                                      | silniční                       |                                  | Děčín          |
| Rumburk – Neugersdorf                                          | silniční                       | Silnice I/9                      | Děčín          |
| Jiříkov – Neugersdorf (Hauptstraße)                            | silniční                       | Silnice III/26328                | Děčín          |
| Jiříkov – Neugersdorf                                          | silniční                       | Silnice III/26329                | Děčín          |
| Jiříkov – Ebersbach                                            | železniční                     | Trať 088                         | Děčín          |
| Jiříkov – Ebersbach                                            | silniční                       | Silnice II/263                   | Děčín          |
| Šluknov (Království) – Friedersdorf                            | turistický                     |                                  | Děčín          |
| Šluknov – Neusalza-Spremberg                                   | turistický                     |                                  | Děčín          |
| Neusalza-Spremberg – Taubenheim 1                              | železniční (bez zastávky v ČR) |                                  | Děčín          |
| Šluknov-Fukov – Oppach                                         | turistický                     |                                  | Děčín          |
| Neusalza-Spremberg – Taubenheim 2                              | železniční (bez zastávky v ČR) |                                  | Děčín          |
| Šluknov (Královka) – Sohland an der Spree (Taubenheim)         | turistický                     |                                  | Děčín          |
| Šluknov-Rožany – Sohland                                       | silniční                       | Silnice III/2666                 | Děčín          |
| Lipová – Sohland                                               | silniční turistický            | Silnice III/2669                 | Děčín          |
| Lobendava-Severní – Steinigtwolmsdorf                          | turistický                     |                                  | Děčín          |
| Lobendava – Neustadt in Sachsen                                | turistický                     |                                  | Děčín          |
| Dolní Pustevna – Sebnitz                                       | železniční                     | Trať 083                         | Děčín          |
| Dolní Poustevna – Sebnitz                                      | silniční                       | Silnice II/267                   | Děčín          |
| Mikulášovice-Tanečnice – Sebnitz                               | turistický                     |                                  | Děčín          |
| Tomášov – Hertigswalde                                         | turistický                     |                                  | Děčín          |
| Mikulášovice – Saupsdorf (Wachberg)                            | turistický                     |                                  | Děčín          |
| Mikulášovice – Hinterhermsdorf                                 | turistický                     |                                  | Děčín          |
| Zadní Doubice – Hinterhermsdorf                                | turistický                     |                                  | Děčín          |
| Vlčí deska                                                     | turistický                     |                                  | Děčín          |
| Zadní Jetřichovice – Hinterhermsdorf (Rabensteine)             | turistický                     |                                  | Děčín          |
| Hřensko – Schmilka                                             | silniční                       | Silnice I/62                     | Děčín          |
| Hřensko – Schöna                                               | říční                          |                                  | Děčín          |
| Děčín – Bad Schandau                                           | železniční                     | Trať 083                         | Děčín          |
| Jílové-Sněžník – Rosenthal                                     | turistický                     |                                  | Děčín          |
| Tisá – Rosenthal                                               | turistický                     |                                  | Ústí nad Labem |
| Petrovice – Bahratal                                           | silniční                       | Silnice II/248                   | Ústí nad Labem |
| Petrovice-Krásný Les – Breitenau                               | silniční                       | Dálnice D8 (dálniční most)       | Ústí nad Labem |
| Fojtovice – Fürstenau                                          | silniční                       |                                  | Teplice        |
| Cínovec – Zinnwald                                             | silniční                       |                                  | Teplice        |
| Cínovec – Altenberg                                            | silniční                       | Silnice I/8                      | Teplice        |
| Cínovec – Georgenfeld                                          | turistický                     |                                  | Teplice        |
| Moldava – Neurehefeld                                          | silniční                       | Silnice II/382                   | Teplice        |
| Moldava – Holzhau                                              | železniční zanikl              | Trať Moldava – Holzhau 1884–1945 | Teplice        |
| Český Jiřetín – Deutschgeorgenthal                             | silniční                       | Silnice III/2545                 | Most           |
| Mníšek – Deutscheinsiedel                                      | silniční                       | Silnice II/271                   | Most           |
| Nová Ves v Horách – Deutschneudorf                             | silniční                       | Silnice III/2541                 | Most           |
| Hora Svaté Kateřiny – Deutschkatharinenberg                    | silniční                       |                                  | Most           |
| Brandov – Hirschberg                                           | turistický                     |                                  | Most           |
| Brandov – Olbernhau                                            | železniční zanikl              | Trať 1927-1969                   | Most           |
| Brandov – Olbernhau                                            | silniční                       | Silnice III/25220                | Most           |
| Kalek – Rübenau                                                | silniční                       | Silnice III/25217                | Chomutov       |
| Načetín – Kühnheide                                            | turistický                     |                                  | Chomutov       |
| Pohraniční – Reitzenhain                                       | turistický                     |                                  | Chomutov       |
| Hora Svatého Šebestiána – Reitzenhain                          | silniční                       | Silnice I/7                      | Chomutov       |
| Kryštofovy Hamry – Steinbach                                   | turistický                     |                                  | Chomutov       |
| Kryštofovy Hamry – Jöhstadt                                    | silniční                       |                                  | Chomutov       |
| Černý Potok – Jöhstadt                                         | silniční                       | Silnice III/22435                | Chomutov       |
| Vejprty – Bärenstein                                           | železniční                     | Trať 137                         | Chomutov       |
| Vejprty – Bärenstein                                           | silniční                       | Silnice II/219                   | Chomutov       |
| České Hamry – Hammerunterwiesenthal                            | turistický                     |                                  | Chomutov       |
| Loučná – Oberwiesenthal                                        | turistický                     |                                  | Chomutov       |
| Boží Dar – Oberwiesenthal                                      | silniční                       | Silnice I/25                     | Karlovy Vary   |
| Hřebečná (Boží Dar)-Hubertky – Oberwiesenthal-Kurort           | turistický                     |                                  | Karlovy Vary   |
| Hubertky – Tellerhäuser                                        | turistický                     |                                  | Karlovy Vary   |
| Český mlýn 2 – Rittersgrün (Kaffenberweg)                      | turistický                     |                                  | Karlovy Vary   |
| Český mlýn 1 – Rittersgrün (Zollstraße)                        | turistický                     |                                  | Karlovy Vary   |
| Potůčky – Breitenbrunn (Himmel.)                               | turistický                     |                                  | Karlovy Vary   |
| Potůčky – Johanngeorgenstadt                                   | železniční                     | Trať 142                         | Karlovy Vary   |
| Potůčky – Johanngeorgenstadt                                   | silniční                       | Silnice II/221                   | Karlovy Vary   |
| Hřebečná-Korce – Henneberg (Oberjugel)                         | turistický                     |                                  | Karlovy Vary   |
| Jelení – Wildenthal                                            | turistický                     |                                  | Karlovy Vary   |
| Rolava – Eibenstock                                            | turistický                     |                                  | Sokolov        |
| Stříbrná-(Zadní Ostružník) – Klingenthal-(Kleiner Rammelsberg) | turistický                     |                                  | Sokolov        |
| Bublava – Klingenthal-(Aschberg)                               | turistický                     |                                  | Sokolov        |
| Bublava – Aschberg/Klingenthal                                 | silniční                       | Silnice III/2187                 | Sokolov        |
| Kraslice – Klingenthal                                         | silniční                       | Silnice II/210                   | Sokolov        |
| Kraslice – Klingenthal                                         | železniční                     | Trať 145                         | Sokolov        |
| Vysoký kámen – Erlbach                                         | turistický                     |                                  | Sokolov        |
| Luby – Wernitzgrün                                             | silniční                       | Silnice II/212                   | Cheb           |
| Plesná – Bad Brambach                                          | silniční                       | Silnice III/21240                | Cheb           |
| Vojtanov – Bad Brambach 5x                                     | železniční                     | Trať 147 5 přejezdů hranice      | Cheb           |
| Vojtanov – Schönberg                                           | silniční                       | Silnice I/21                     | Cheb           |
| Vojtanov – Schönberg                                           | turistický                     |                                  | Cheb           |
| Halštrovský Les – Bärendorf                                    | turistický                     |                                  | Cheb           |
| Bad Brambach – Bad Brambach 2x                                 | železniční                     | Trať 147 2 přejezdy hranice      | Cheb           |
| Horní Paseky – Bad Brambach                                    | turistický                     |                                  | Cheb           |
| Doubrava – Bad Elster                                          | silniční                       | Silnice III/2175                 | Cheb           |
| Doubrava – Bad Elster                                          | turistický                     |                                  | Cheb           |
| Hranice – Bad Elster                                           | silniční                       | Silnice III/2172                 | Cheb           |
| Hranice – Adorf (Vogtland)                                     | železniční zanikl              | Trať 148                         | Cheb           |
| Hranice – Ebmath                                               | silniční                       | Silnice II/217                   | Cheb           |
| Nové Domy – Neuhausen                                          | turistický                     |                                  | Cheb           |
| Aš – Selb                                                      | silniční                       | Silnice I/64                     | Cheb           |
| Aš – Selb-Plößberg                                             | železniční                     |                                  | Cheb           |
| Libá – Liebensteiner Tor                                       | turistický                     |                                  | Cheb           |
| Libá-Dubina – Hammermühle                                      | turistický                     |                                  | Cheb           |
| Pomezí nad Ohří – Rathsamerweg-Schirnding                      | turistický                     |                                  | Cheb           |
| Cheb – Schirnding                                              | železniční                     | Trať 179                         | Cheb           |
| Pomezí nad Ohří – Schirnding                                   | silniční                       | Silnice I/6                      | Cheb           |
| Horní Hraničná – Pechtnersreuth                                | turistický                     |                                  | Cheb           |
| Svatý Kříž – Waldsassen                                        | silniční                       | Silnice II/214                   | Cheb           |
| Cheb – Waldsassen                                              | turistický železniční-zanikl   |                                  | Cheb           |
| Starý Hrozňatov – Hatzenreuth                                  | turistický                     |                                  | Cheb           |
| Mýtina – Neualbenreuth                                         | turistický                     |                                  | Cheb           |
| Dyleň – Neualbenreuth                                          | turistický                     |                                  | Cheb           |
| Stará Voda – Mähring                                           | turistický                     |                                  | Cheb           |
| Broumov – Mähring                                              | silniční                       | Silnice II/201                   | Tachov         |
| Žďár – Griesbach                                               | turistický                     |                                  | Tachov         |
| Branka – Hermannsreuth                                         | turistický                     |                                  | Tachov         |
| Pavlův Studenec – Bärnau                                       | silniční                       | Silnice II/199                   | Tachov         |
| Křížový Kámen – Kreuzstein                                     | turistický                     |                                  | Tachov         |
| Přední Zahájí – Waldheiml                                      | turistický                     |                                  | Tachov         |
| Hraničky – Reichenau                                           | turistický                     |                                  | Tachov         |
| Rozvadov – Waidhaus                                            | silniční                       | Silnice II/605                   | Tachov         |
| Rozvadov – Waidhaus                                            | silniční                       | Dálnice D5                       | Tachov         |
| Železná – Eslarn                                               | silniční                       | Silnice II/197                   | Domažlice      |
| Pleš – Friedrichshängl                                         | turistický                     |                                  | Domažlice      |
| Rybník – Stadlern                                              | turistický                     |                                  | Domažlice      |
| Hraničná – Kleinsteinlohe                                      | turistický                     |                                  | Domažlice      |
| Nemanice-Lučina – Untergrafenried                              | turistický                     |                                  | Domažlice      |
| Lísková – Waldmünchen                                          | silniční                       | Silnice II/189                   | Domažlice      |
| Čerchov – Lehmgrubenweg                                        | turistický                     |                                  | Domažlice      |
| Tři znaky – Drei Wappen                                        | turistický                     |                                  | Domažlice      |
| Pod Třemi znaky – Brombeerriegel                               | turistický                     |                                  | Domažlice      |
| Ovčí vrch – Hochstrasse                                        | turistický                     |                                  | Domažlice      |
| Folmava – Furth im Wald-Schafberg                              | silniční                       | Silnice I/26                     | Domažlice      |
| Česká Kubice – Furth im Wald                                   | železniční                     | Trať 180                         | Domažlice      |
| Starý Spálenec – Prennetriegelweg (Prennet)                    | turistický                     |                                  | Domažlice      |
| Všeruby – Gaishof                                              | turistický                     |                                  | Domažlice      |
| Všeruby – Eschlkam                                             | silniční                       | Silnice II/184                   | Domažlice      |
| Fleky – Hofberg                                                | turistický                     |                                  | Klatovy        |
| Svatá Kateřina – Neukirchen beim Heiligen Blut                 | silniční                       | Silnice II/191                   | Klatovy        |
| Zadní Chalupy – Helmhof                                        | turistický                     |                                  | Klatovy        |
| Ostrý – Grosser Osser                                          | turistický                     |                                  | Klatovy        |
| Železná Ruda – Bayerisch Eisenstein                            | silniční                       | Silnice I/27                     | Klatovy        |
| Železná Ruda – Bayerisch Eisenstein                            | turistický                     |                                  | Klatovy        |
| Železná Ruda – Bayerisch Eisenstein                            | železniční                     | Trať 170                         | Klatovy        |
| Prášily – Scheuereck                                           | turistický                     |                                  | Klatovy        |
| Javoří Pila – Buchenau                                         | turistický                     |                                  | Klatovy        |
| Sedmiskalí – Siebensteinkopf                                   | turistický                     |                                  | Prachatice     |
| Bučina – Finsterau                                             | turistický                     |                                  | Prachatice     |
| Pod Žďárkem – Langruck                                         | turistický                     |                                  | Prachatice     |
| Žďárek – Hinterfirmiansreuth                                   | turistický                     |                                  | Prachatice     |
| Kunžvartské sedlo – Vorderfirmiasreut                          | turistický                     |                                  | Prachatice     |
| Strážný – Philippsreut                                         | silniční                       | Silnice I/4                      | Prachatice     |
| Dolní Cazov – Schnellenzipf                                    | turistický                     |                                  | Prachatice     |
| České Žleby – Bischofsreut                                     | turistický                     |                                  | Prachatice     |
| Krásná Hora – Auersbergreut                                    | turistický                     |                                  | Prachatice     |
| Spálenec – Haidmühle                                           | turistický                     |                                  | Prachatice     |
| Stožec – Haidmühle                                             | turistický                     |                                  | Prachatice     |
| Stožec – Haidmühle                                             | železniční-zanikl              | Trať 197                         | Prachatice     |
| Nové Údolí-Třístoličník – Dreisessel                           | turistický                     |                                  | Prachatice     |